# In the Zone (DVD)
In the Zone je peta video kompilacija američke pjevačce Britney Spears objavljena 6. travnja 2004. pod Jive Recordsom. DVD je bio na vrhu ljestvice DVD-ova u SAD-u i za sada ima platinastu nakladu.

## Sadržaj DVD-a
Uživo nastupi
1. "Toxic"
2. "Breathe on Me"
3. "Boys"/"I'm a Slave 4 U"
4. "(I Got That) Boom Boom" (feat. Ying Yang Twins)
5. "Everytime"
6. "...Baby One More Time" [Cabaret Version]
7. "Me Against the Music"

- nastupi s MTVove emisije Spankin' New Music Week :

1. "(I Got That) Boom Boom (feat. Ying Yang Twins)
2. "Me Against the Music"

Videspotevi
- "Me Against the Music" (feat. Madonna)
- "Toxic" (MTV izrada spota)
- "Toxic"

Bonus materijali
- "In the Personal Zone" - eksluzivni intervju s Britney Spears početkom 2004. godine
- Foto galerija

### Bonus CD za Sjevernu Ameriku
| #  | Skladba                                                                 | Tekstopisci                                                                          | Trajanje |
| -- | ----------------------------------------------------------------------- | ------------------------------------------------------------------------------------ | -------- |
| 1  | "Don't Hang Up"                                                         | B. Spears, B. Kierulf, J. Schwartz                                                   | 4:02     |
| 2  | "The Answer"                                                            | R. Leslie, S. 'P. Diddy' Combs                                                       | 3:52     |
| 3  | "Toxic" (Lenny Bertoldo Radio Mix)                                      | C. Dennis, C. Karlsson, P. Winnberg, H. Jonback                                      | 3:31     |
| 4. | "Me Against the Music" (featuring Madonna, Bloodshy & Avant's Chix Mix) | B. Spears, C. 'Tricky' Stewart, T. 'Trab' Nxhereanye, P. Magnet, T. Nash, G. O'Brien | 5:52     |

### Bonus CD za Europu, Australiju i Južnu Ameriku
| # | Skladba                                                                 | Tekstopisci                                                                          | Trajanje |
| - | ----------------------------------------------------------------------- | ------------------------------------------------------------------------------------ | -------- |
| 1 | "I've Just Begun (Having My Fun)"                                       | B. Spears, M. Bell, C. Karlsson, P. Winnberg, H. Jonback                             | 3:22     |
| 2 | "Girls and Boys"                                                        | Linda Perry                                                                          | 3:40     |
| 3 | "Toxic" (Lenny Bertoldo Radio Mix)                                      | C. Dennis, C. Karlsson, P. Winnberg, H. Jonback                                      | 3:31     |
| 4 | "Me Against the Music" (featuring Madonna, Bloodshy & Avant's Chix Mix) | B. Spears, C. 'Tricky' Stewart, T. 'Trab' Nxhereanye, P. Magnet, T. Nash, G. O'Brien | 5:52     |

## Ljestvice i certifikacije
| Ljestvica                           | Najviša pozicija | Certifikacija | Prodaja  |
| ----------------------------------- | ---------------- | ------------- | -------- |
| SAD Billboard Top Music Video Sales | 1                | platinasta    | 100.000+ |
| Meksiko                             | 6                | zlatna        | 10.000+  |